# Carl Robie
Carl Joseph Robie III (Darby, 12 de maio de 1945 - Sarasota, 30 de novembro de 2011) foi um nadador dos Estados Unidos, ganhador de uma medalha de ouro nos Jogos Olímpicos.
Entrou no International Swimming Hall of Fame em 1976.
Foi detentor do recorde mundial dos 200 metros borboleta entre 1961 e 1962, e entre 1963 e 1964.